# パーキンソン症候群
パーキンソン症候群（パーキンソンしょうこうぐん、英語: Parkinson's syndrome）は、パーキンソン病以外の変性疾患や薬物投与、精神疾患等によりパーキンソン様症状が見られる疾患・状態を指す。パーキンソニズム (英語: Parkinsonism) ともよばれるが、パーキンソニズムは症状そのものをも意味する。

## 定義
症状はパーキンソン病のそれと全く同様であり、すなわち安静時振戦、アキネジア（無動）・寡動、筋強剛（筋固縮）、姿勢反射障害の主要な4つの症状のうち2つ以上が認められる場合をいう。文献によっては四肢体幹の屈曲位、すくみ現象を含めた六徴のうち安静時振戦、アキネジア（無動）・寡動のほかもうひとつがあった場合を指す場合もある。筋強剛を中核症状と考えることが多い。UK PARKINSON’S DISEASE SOCIETY BRAIN BANK CLINICAL DIAGNOSTIC CRITERIAでは動作緩慢に加えて、筋強剛、安静時振戦、姿勢保持反射障害の3つのうち少なくともひとつが認められるときパーキンソン症候群としている。International Parkinson and Movement Disorder Societyは2015年に新しいパーキンソン病の診断基準を定め、その中でパーキンソン症候群も定義し直している。

## 症状

### 4大症状
1. 安静時振戦
2. 筋強剛（筋固縮）
3. アキネジア（無動）・寡動
4. 姿勢反射障害

### その他の主な症状
- 自律神経症状
- 精神症状

## 分類
本態性パーキンソン症候群、二次性パーキンソン症候群、症候性パーキンソン症候群に分類される。

### 本態性パーキンソン症候群
パーキンソン病のほか若年発症パーキンソニズム、遺伝性パーキンソニズムが含まれる。パーキンソン病 (PD)、パーキンソン病-認知症 (PDD)、レビー小体型認知症 (DLB)をまとめてレビー小体病と呼ぶこともある。
パーキンソン病

#### 遺伝性パーキンソン病
遺伝性パーキンソン病は単一遺伝子の変異で起きるパーキンソン病であり2012年現在で18の遺伝性病型が報告されており、原因遺伝子は10個発見されている。遺伝形式は常染色体優性遺伝と常染色体劣性遺伝が知られている。これら遺伝性パーキンソン病に共通するのは中脳の黒質に障害があること、L-DOPAが有効な点である。中には知的機能障害、核上性眼球運動障害、錐体路徴候などを伴う症例もある。
PARK1/4
PARK1/4-linked PDはαシヌクレイン遺伝子の変異で起こる常染色体性優性遺伝のパーキンソン病である。αシヌクレイン遺伝子は4番染色体の長腕にあり117kbの長さで6個のエクソンからなるαシヌクレインをコードする。αシヌクレインは分子量14460であり140個のアミノ酸からなるタンパク質で二次構造を持たず、核と細胞質に発現している。シナプス伝達に何らかの役割を果たしていると考えられているが詳細は不明である。2012年現在PARK1/4-linked PDの原因として3種類の点変異と3重重複、2重重複が報告されている。重複症例はαシヌクレインの発現量が高く、それ自体がパーキンソン病の引き金になる。点変異はαシヌクレインが凝集しやすくなるため発症すると考えられている。
DYT3
DYT3はフィリピンのPany Islandの住民にみられる伴性劣性のジストニア・パーキンソニズムである。発症年齢は20から50歳で99%は男性である。臨床徴候は20代から30代に始まるジストニアで最初は一肢にはじまり、全身に及ぶ。最初始まる部位は下肢か頭頸部が多い。病理学的には尾状核と被殻が著明に萎縮している。

### 二次性パーキンソン症候群
二次性パーキンソン症候群とはパーキンソン病以外の神経変性疾患でパーキンソン症状も伴うものをいう。
多系統萎縮症

進行性核上性麻痺

大脳皮質基底核変性症

ピック病

淡蒼球ルイ体萎縮症
淡蒼球・ルイ体、黒質の単純萎縮を呈する極めて稀な疾患である。
FTDP-17（MAPT）（17番染色体に連鎖する前頭側頭型認知症パーキンソニズム）
FTDP-17（MAPT）とは17番染色体長腕（17q21-22）に存在するタウ遺伝子（MAPT）の変異で起きる認知症とパーキンソン症候群を主徴とする優性遺伝の疾患である。progranulin遺伝子も17番染色体にあり、progranulin遺伝子変異による前頭側頭型認知層はFTDP（PRGN）と区別される。発症年齢は20～65歳、臨床症状は前頭葉型の認知症（性格変化、反社会的行動、自制力の欠如、性的行動異常、遂行機能障害、記銘力低下など）、振戦、固縮、無動、突進現象、歩行障害などからなるパーキンソン症候群が主体である。
FTDP-17（PRGN）（17番染色体に連鎖する前頭側頭型認知症パーキンソニズム）
FTDP-17（PRGN）とは17番染色体のprogranulin遺伝子変異によって起きる認知症とパーキンソン症候群を主徴とする優性遺伝の疾患である。progranulin遺伝子はタウ遺伝子と1.7Mb離れているだけで同じ17番染色体長腕に位置する。症状はFTDP-17（MAPT）に比べると個人差が多い。
FTLD-U（ユビキチン封入体を伴う前頭側頭型認知症）
アルツハイマー型認知症

ハンチントン病

PKAN（pantothenate-kinase-associated neurodegeneration）
PKANは1922年HallervordenとSpatzが初めて報告した疾患である。発症年齢は10歳から30歳程度である。臨床症状は多彩でジストニア、コレア、アテトーシスが前景にたつが、さらに動作緩慢、固縮、歩行障害、すくみ足などパーキンソン症候群を示す。症例によっては網膜色素変性、視神経萎縮、小脳失調、痙攣、筋萎縮、認知症などを示す。病理所見では鉄が淡蒼球と黒質に溜まるのが特徴である。常染色体劣性遺伝でありPANK2の変異が原因である。PANK2はアセチルCoAの生合成の酵素の遺伝子である。この遺伝子異常の結果脳に鉄が沈着するNBIA（neuronal brain iron storage disease）となる頭部MRIでは淡蒼球にT2低シグナル化とその中に等シグナルの領域が出現して虎の顔のように見える特徴がある。鉄の沈着を防ぐためキレート剤であるデフェリプロン（サラセミア治療でも用いることがある）を用いるという治験がアメリカで行われた。
Neuroferritinopathy
Neuroferritinopathyは常染色体優性遺伝の疾患で19番染色体長腕にあるferritin light chainの遺伝子、FTL1の変異でおこる疾患である。脳にフェリチンと鉄が沈着し神経細胞死が起きる。発症年齢は13歳から63歳である。臨床症状はジストニア、コレア、パーキンソン症候群、小脳失調が知られている。特に顔面領域、口唇、舌におきるジストニア著明である。進行すると皮質下認知症も出現する。神経病理では被殻、線条体のかなりの部分は組織が崩壊し、空洞化がみられる。この空洞化は淡蒼球にまでおよぶ。組織が残存している部分には免疫染色でフェリチンと鉄の沈着が認められる。検査所見では血清フェリチンレベルが低下し、脳MRIでは淡蒼球、黒質、赤核、小脳歯状核にT2低シグナルが現れ、被殻、尾状核にはT2高シグナルが現れる。T1WIではT2WIで低シグナルになった領域が高シグナルになる。T2低シグナルは鉄の沈着を反映し、T2高シグナルは組織の変性を反映する。ドパミントランスポーターのSPECTは正常である。
セルロプラスミン欠損症

肝レンズ核変性症（ウィルソン病）

脆弱X関連振戦／失調症候群（FXTAS）
FXTASはX染色体にある脆弱X遺伝子（FMR1）の5'側にある非翻訳領域のCGG繰り返し配列の部分伸長による神経変性疾患である。症状の強さは伸長の強さに並行する。伸長したmRNAはtoxic gain of functionを示し、これが発症機序と考えられる。脆弱X症候群の完全変異では脆弱X症候群のタンパク質が作られず精神薄弱を呈する。発症年齢は成人男子で60歳代が多い。女性の保因者に症状が出現することはあるが軽度である。認知症、精神症状、企図振戦、体幹失調、パーキンソン症候群、末梢神経障害を示す。頭部MRIでは白質にT2延長病変、大脳皮質の萎縮、中小脳脚のT2延長病変が特徴である。FXTASは通常企図振戦が主症状であり安静時振戦、固縮、後方突進などは稀である。
ゴーシェ病
ゴーシェ病の原因であるGBA遺伝子の変異があると孤発性パーキンソン病になりやすいとされているがその原因は未だ不明である。

### 症候性パーキンソン症候群
症候性パーキンソン症候群とは変性・代謝異常以外の疾患で病変がたまたま黒質線条体を障害したためにパーキンソン症候群が出現する病態である。
脳血管障害性パーキンソン症候群
ラクナ梗塞後、特に多発性ラクナ梗塞に発症することが多い。ラクナ梗塞は大脳基底核に好発するためと考えられる。ビンスワンガー型白質脳症でパーキンソニズムを呈することもある。
正常圧水頭症

薬物性パーキンソン症候群
多くの薬剤の副作用として起こる。服用後数日から数週間で発症することが多い。またパーキンソン病と異なり左右対称性に症状が発現する傾向がある。女性・高齢者で起こりやすく、同じ薬剤なら服用量が多いほど起きやすい。ジスキネジアやアカシジアといった不随意運動を伴いやすい。厚生労働省の重篤副作用疾患別対応マニュアルなどで確認できる。以下の薬剤で起こる。
- ドパミン拮抗作用のある薬剤 - 抗精神病薬や抗うつ薬、制吐薬など
  - ドパミン受容体のうちD2受容体のブロックにより惹起される。
    1. フェノチアジン系 - クロルプロマジン、レボメプロマジン、フルフェナジン、チオリダジン、ペルフェナジン、プロクロルペラジン、プロペリシアジン、トリフロペラジン
    2. ブチロフェノン系 - ハロペリドール、フロロピパミド、モペロン、スピペロン、チミペロン、ブロムペリドール
    3. ベンザミド系 - スルピリド、スルトプリド、ネモナプリド、チアプリド
    4. 非定型抗精神病薬 - ペロスピロン、オランザピン、リスペリドン、クエチアピン（クエチアピンは他の抗精神病薬に比べて副作用が出にくいといわれており、パーキンソン病における幻覚や妄想などの精神症状に対しても使用されている）
    5. 三環系抗うつ薬 - イミプラミン、クロミプラミン、アミトリプチリン、アモキサピン、ノルトリプチリン、ロフェプラミン、トリミプラミン
    6. 四環系抗うつ薬 - マプロチリン、ミアンセリン
    7. その他の抗うつ薬 - トラゾドン、パロキセチン、フルボキサミン、ミルナシプラン
    8. 消化性潰瘍薬 - ラニチジン
    9. 制吐薬 - メトクロプラミド、イトプリド、オンダンセトロン、ドンペリドン（ドンペリドンは比較的副作用の発現頻度が低いため、抗パーキンソン薬の主な副作用である悪心・嘔吐に対して用いられる。これに対して最も一般的な制吐薬であるメトクロプラミドは、副作用発現頻度が高いためほとんど用いられない）

- カルシウム拮抗薬
  - 以前脳代謝改善薬として使用されていたシンナリジンによるパーキンソニズムの副作用が多かった。現在日本ではこの薬剤は販売されていないため、カルシウム拮抗薬によるパーキンソニズムは頻度が減少した。

- 血圧降下薬
  - レセルピンは中枢性血圧降下薬であるが、その作用機序がシナプスのドーパミンを枯渇させるというものであるため、本来の作用としてパーキンソニズムを誘発しやすい（この作用から、かつては抗精神病薬として用いられていた）。

- その他
  - 頻尿改善薬、免疫抑制剤、抗がん剤、認知症治療薬、抗てんかん薬がパーキンソニズムを起こすことが報告されている。

中毒性パーキンソン症候群
一酸化炭素、マンガン、水銀、MPTP（1-メチル4-フェニル1,2,3,6-テトラヒドロピリジン）などの中毒によってパーキンソン症状が引き起こされることがある。
マンガン中毒
マンガン中毒によるパーキンソン症候群は固縮、動作緩慢、歩行障害、突進現象などの点ではパーキンソン病に似ているが振戦は稀で症状の非対称性も顕著ではない。マンガン中毒はマンガン鉱山で働いていた人や皮なめし業に従事していた人に起こりえる。頭部MRIでは淡蒼球にT1WIで高信号域を示すのが特徴である。治療は暴露中止である。L-DOPAの反応はよくない。
一酸化炭素中毒
一酸化炭素中毒は炭鉱爆発、ガス中毒、練炭などの不完全燃焼、自動車の排気ガスの吸入などで起こる。急性中毒症状はめまい、吐き気、意識障害などである。急性中毒症状から回復して2週間から1ヶ月半の後に再び脳症を起こすことがある。これをDelayed encephalopathyという。症状は意識障害、失外套症候群、認知症、ジストニアなど不随意運動、パーキンソン症候群、総脳失調である。運動症状はパーキンソン症候群が多いがパーキンソン症候群のみを示す例は少ない。CTでは淡蒼球に両側性に空胞化があり壊死を反映する。臨床経過は改善するものもあるが、急性期から回復した後神経症状を呈し、それが進行するものもある。
二硫化炭素中毒
二硫化炭素は無色の液体で、硫黄、リン、樹脂、ゴムを溶かすのに使用され、ビスコースレーヨンや殺虫剤の製造でも使用される。揮発性が高く、皮膚からも吸収される。換気のよい職場で使用しないと中毒に至る。症状は小脳失調、パーキンソン症候群、末梢神経障害が主であるが脳障害を起こして認知機能低下を起こすこともある。頭部MRIでは広範な白質、大脳基底核、脳幹にT2延長病変が認められる。
MPTP
MPTPは実験的パーキンソン症候群の作成によく用いられる物質である。自家製麻薬の副産物としてできるため麻薬施用者のなかからパーキンソン症候群を示すものが出現した。急性発症であり、固縮、動作緩慢、姿勢反射障害、歩行障害を示すが振戦は少ない。Wearing offも出現することがある。パーキンソン病治療薬で劇的に改善する。
脳炎後パーキンソン症候群
1918年ごろに世界的に流行した嗜眠性脳炎（エコノモ脳炎）感染後のパーキンソニズムが有名である。レナードの朝で扱われている。その他の脳炎（日本脳炎など）や脳炎以外の感染症（クロイツフェルト・ヤコブ病、神経梅毒など）にも合併する。
クロイツフェルト・ヤコブ病
傍腫瘍性パーキンソン症候群
傍腫瘍性神経症候群では辺縁系脳炎や脳幹脳炎の形をとることが多く、記憶障害、認知症、脳神経障害、錐体路障害、小脳障害などを示すことが多くパーキンソン症候群を示すのは稀である。
腫瘍性パーキンソン症候群
前頭葉を両側にひろく侵す脳腫瘍の場合はパーキンソン症候群を示すことがある。
外傷後パーキンソン症候群
ボクサーのように何回も頭に閉鎖性外傷を受けるものはパーキンソン症候群を示すことがある。
心因性パーキンソン症候群